# Scène à la signature de la Constitution des États-Unis
Scène à la signature de la Constitution des États-Unis (Scene at the Signing of the Constitution of the United States) est une peinture à l'huile sur toile de Howard Chandler Christy dépeignant les membres Convention de Philadelphie signant la Constitution des États-Unis dans l'Independence Hall de Philadelphie, en Pennsylvanie, le 17 septembre 1787.
Avec Washington Crossing the Delaware d'Emanuel Leutze, il s'agit de l'une des représentations les plus célèbres des premiers jours des États-Unis.
Christy a créé la peinture en avril 1940 sur une voile de navire. Elle est exposée le long de l'escalier dans l'aile de la Chambre des représentants des États-Unis, dans le Capitole des États-Unis, à Washington.

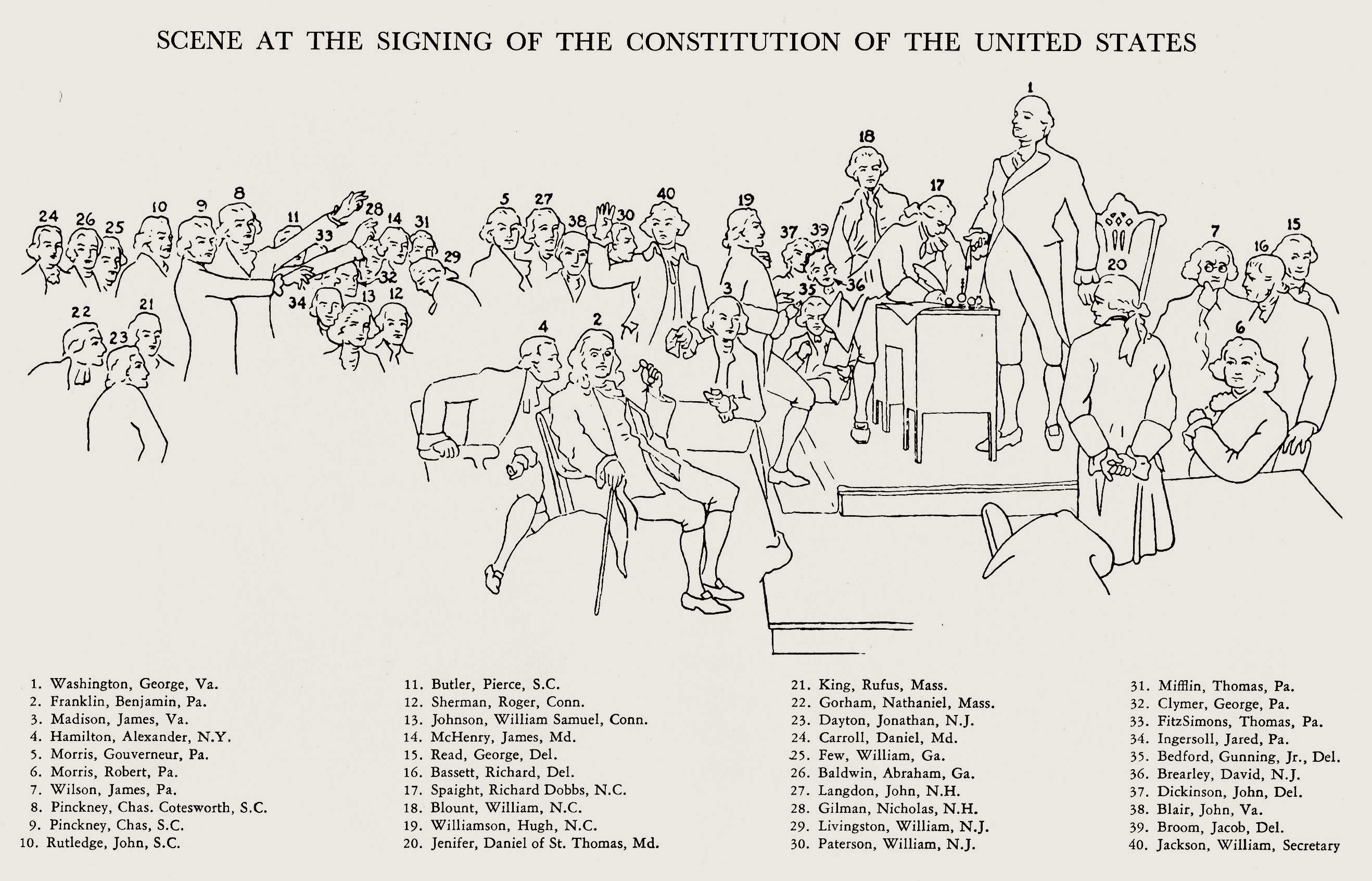
Légende des trente-trois signataires de la Constitution représenté sur le tableau.